# Valencia de las Torres
Valencia de las Torres est une commune d’Espagne, dans la province de Badajoz, communauté autonome d'Estrémadure.

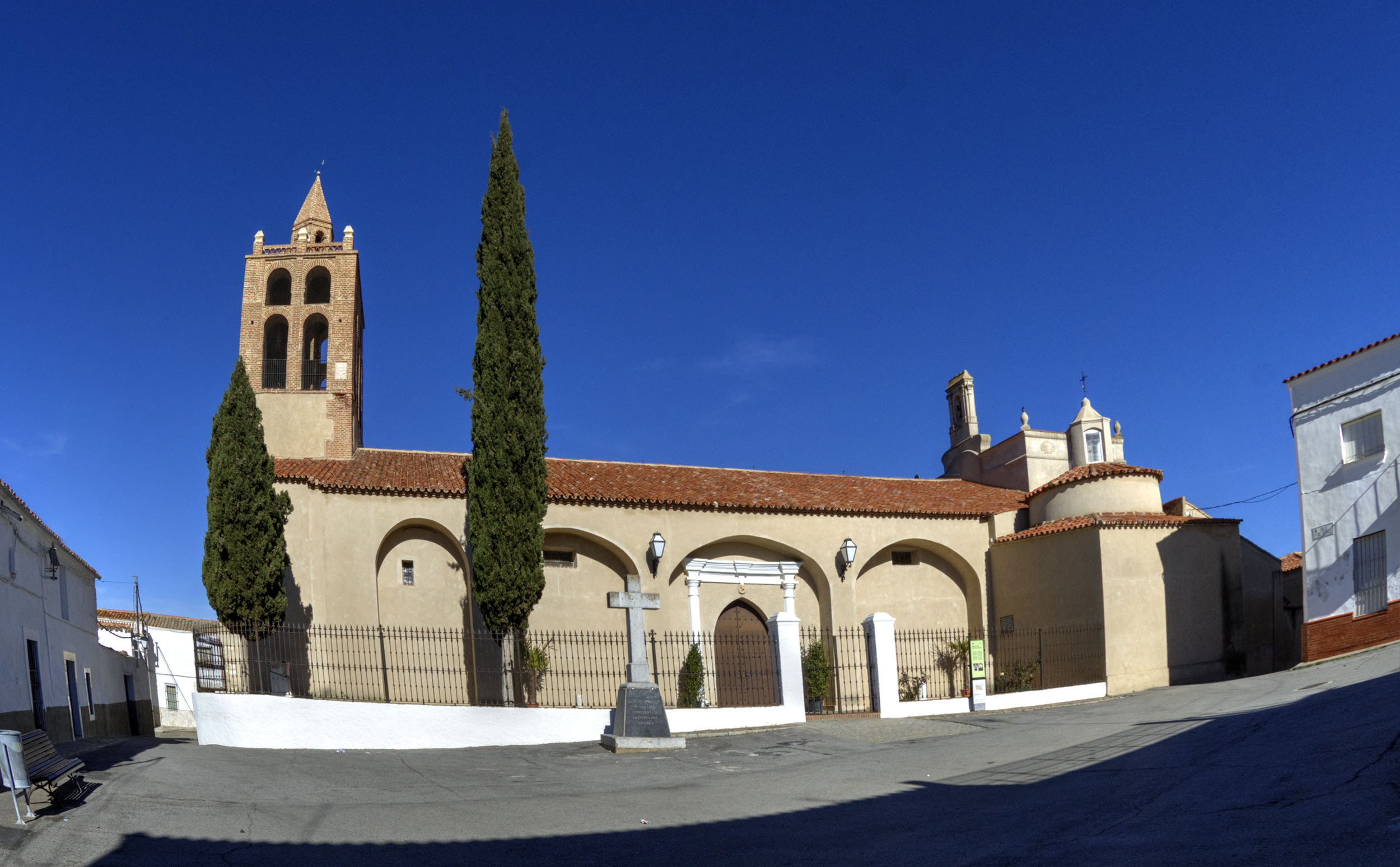
Église paroissiale de Valencia de las Torres, Badajoz